# Paracinipe dolichocera
Paracinipe dolichocera är en insektsart som först beskrevs av Bolívar, I. 1907.  Paracinipe dolichocera ingår i släktet Paracinipe och familjen Pamphagidae.

## Underarter
Arten delas in i följande underarter:
- P. d. dolichocera
- P. d. ornata
- P. d. theryi